# Rezerwat przyrody Kruszynek
Rezerwat przyrody Kruszynek – torfowiskowy rezerwat przyrody położony na terenie gminy Brusy w powiecie chojnickim (województwo pomorskie).
Obszar chroniony utworzony został 26 marca 2014 r. na podstawie Zarządzenia Regionalnego Dyrektora Ochrony Środowiska w Gdańsku z dnia 25 lutego 2014 r. w sprawie uznania za rezerwat przyrody „Kruszynek” (Dz. Urz. Woj. Pom. 2014.1051).

## Położenie
Rezerwat obejmuje 8,42 ha powierzchni na terenie obrębów ewidencyjnych Kruszyn (część działki ewidencyjnej nr 3012) i Windorp (część dz. ew. nr 17). Jest otoczony przez otulinę o powierzchni 11,04 ha (według aktu powołania 11,03 ha; powierzchnię zwiększono w 2015). Obejmuje dawną, zarastającą zatokę jeziora Kruszyńskiego wraz z fragmentem samego akwenu. Najbliżej położonymi miejscowościami są oddalone o ok. 1 km na wschód Zielony Dwór i Gapowo (część wsi Peplin i sołectwa Przymuszewo). Obszar chroniony położony jest na terenie Nadleśnictwa Przymuszewo i Zaborskiego Parku Krajobrazowego, w obrębie obszarów Natura 2000 Wielki Sandr Brdy PLB220001 i Ostoja Zapceńska PLH220057.

## Charakterystyka
Celem ochrony jest „zachowanie ekosystemu torfowiska alkalicznego z unikatową florą mchów i roślin naczyniowych”. Chroniony jest obszar lądowiejącej zatoki w północnej części jeziora Kruszyńskiego, w której wytwarza się torfowisko alkaliczne o grubości 45–80 cm. Znaczna część rezerwatu obejmuje podtyp „Górskie i nizinne torfowiska zasadowe o charakterze młak, turzycowisk i mechowisk” (7320). Występują tu stanowiska cennych gatunków takich, jak lipiennik Loesela (Liparis loeselii), haczykowiec błyszczący (Drepanocladus vernicosus), turzyca dwupienna (Carex dioica), kruszczyk błotny (Epipactis palustris), mszar nastroszony (Paludella squarrosa), chwytnikowiec lśniący (Tomentypnum nitens), błotniszek wełnisty (Helodium blandowii).